# Chishui (rivière)
 (septembre 2015).
Si vous disposez d'ouvrages ou d'articles de référence ou si vous connaissez des sites web de qualité traitant du thème abordé ici, merci de compléter l'article en donnant les références utiles à sa vérifiabilité et en les liant à la section « Notes et références ».
La Chishui (caractères chinois : 赤水河 ; pinyin : chìshuǐ hé ; littéralement : la rivière d'eau rouge) est une rivière de Chine, longue de 523 km et affluent du Yangtsé ; elle s'y jette au niveau du comté de Hejiang, dans le Sichuan.
Située dans la région limitrophe des provinces du Yunnan, du Guizhou et du Sichuan, elle doit son nom à sa forte teneur en sable et à la couleur rouge-jaune de son eau liées au relief Danxia.

## Affluents principaux
- Rivière Tongzi (桐梓河)
- Rivière Gulin (古蔺河)

## Aménagements
Depuis le 1er janvier 2020, le pont Chajiaotan ou pont de l'Armée rouge est ouvert à la circulation. Long de 2 009 m avec une travée principale de 1 200 m, une tête de pylône à une altitude de 763 m et une hauteur sous tablier de 350 m, ce pont autoroutier enjambe la rivière Chishui pour relier le district de Gulin du Sichuan et le district de Xishui du Guizhou,,.

## Économie

### Le berceau des alcools chinois
C'est au long de la Chishui que sont produits les baijiu, alcools blancs distillés chinois à base de sorgho fermenté. Les plus renommés sont le maotai (茅台酒), le xi jiu (习酒) et le lang (郎酒),.

### Interdiction de la pêche
Depuis 2017, la pêche est interdite sur la Chishui pour un moratoire de dix ans. Du fait d'une pollution importante et de la construction du barrage des Trois-Gorges, les espèces endémiques du bassin du fleuve Yangtsé comme l’esturgeon chinois,, l’esturgeon du Yangtsé et le marsouin aptère du Yangtsé sont menacées. Le dauphin du Yangtsé est une espèce officiellement éteinte en 2006. La zone est également une importante banque de ressources génétiques naturelles, notamment pour augmenter la qualité des poissons d'élevage. Le bassin du Yangtsé compte près de 300 000 pêcheurs peu instruits, relativement âgés et peu qualifiés.